# Emmanuel Macron
Emmanuel Macron  (pronunciació en francès: /emanɥɛl makʁɔ̃/) (Amiens, 21 de desembre de 1977), de nom complet Emmanuel Jean-Michel Frédéric Macron, és un polític francès. Actualment, té el càrrec de president de la República Francesa i copríncep d'Andorra. És, a més, alt funcionari públic i exbanquer d'inversió.
És diplomat en Filosofia a la Universitat de París-Nanterre i va completar un Màster en Assumptes Públics a l'Institut d'Estudis Polítics de París. Es va graduar a l'Escola Nacional d'Administració (ENA) el 2004. Va treballar com a inspector d'Hisenda a la Inspecció General de Finances (IGF) i després es va convertir en un banquer d'inversió en Rothschild & Cie. És pianista i està casat amb qui havia estat la seva professora de francès.
Membre del Partit Socialista (PS) des de 2006 fins a 2009, va ser designat secretari general adjunt al primer govern de François Hollande el 2012. Va ser nomenat ministre d'Economia, Indústria i Afers Digitals el 2014 en el segon govern Valls, en el qual va promoure reformes a favor de les empreses. Va renunciar a l'agost de l'any 2016 per tal de presentar-se a les eleccions presidencials franceses de 2017. Al novembre de 2016, Macron va anunciar que es presentaria a les eleccions amb el partit centrista En Marche! que va fundar l'abril del 2016. Va guanyar la primera volta de les eleccions presidencials de 2017, passant a una segona volta en què s'enfrontà amb Marine Le Pen el 7 de maig de 2017. Amb el 65,5% dels vots, segons les primeres estimacions dels resultats de la segona volta, Macron va ser elegit President de la República francesa. Fou reelegit president en 2022.

## Biografia
Fill de Jean-Michel Macron, metge i professor de Neurologia a la CHU d'Amiens, i de Françoise Macron-Noguès, doctora i consellera, va estudiar en aquesta ciutat a l'escola dels jesuïtes La Providence amb bones notes, a la vegada que cursava estudis de piano al Conservatori d'Amiens. Va acabar el batxillerat al Lycée Henri IV, a Paris. Va obtenir el seu Màster en Filosofia a la Universitat de Paris-Nanterre amb un treball sobre Maquiavel, i va fer la memòria per a l'obtenció del Diploma d'Estudis Avançats (DEA) sobre Hegel. Als vint-i-dos anys va ser del 1999 fins al 2001 assistent editor del filòsof Paul Ricoeur. Es va graduar en ciències polítiques a l'Institut d'Estudis Polítics de París (2001). Va continuar els seus estudis i el 2004 va sortir de l'Escola Nacional d'Administració (ENA), on es formen les elits franceses, i s'incorporà el 2004 a l'Inspection générale des finances com a inspector de finances.

### Primers anys a la política
Començà militant al Moviment dels Ciutadans durant gairebé dos anys, malgrat que l'adhesió a aquest partit no va ser estable. Votà Jean-Pierre Chevènement a la primera volta de les eleccions presidencials franceses de 2002.
Membre del Partit Socialista (PS) des dels 24 anys, va ser actiu i va pagar la quota de militant del 2006 a 2009. També col·laborà amb la Fundació Jean-Jaurès.
El 2006 va conèixer François Hollande a través de Jean-Pierre Jouyet i va comprometre's al seu costat com a assessor a partir de 2010. A les eleccions presidencials franceses de 2007, va formar part del grup dels Gracques, compost per antics alts funcionaris i empresaris socialistes que reclamaven una aliança entre Ségolène Royal i François Bayrou. En aquelles dates va intentar ser escollit candidat a les eleccions legislatives del Partit Socialista a Picardia, però els socialistes d'aquesta regió el van rebutjar. El seu fracàs, sumat a la victòria de Nicolas Sarkozy a les eleccions presidencials de 2007, l'animaren a fer un nou gir a la seva carrera. El 2010 va rebutjar la proposta plantejada per Antoine Gosset-Grainville, i validada pel Palau de l'Elisi, de convertir-se en director adjunt del gabinet del primer ministre François Fillon.
En 2008 va treballar amb l'equip de Jean Bassères a l'agència estatal d'ocupació francesa.
El partit va obtenir la majoria absoluta a les eleccions legislatives franceses de 2012, i per a les eleccions presidencials franceses de 2012, Macron va preparar el programa econòmic d'Hollande amb els economistes Jean Pisani-Ferry, Philippe Aghion, Elie Cohen, Gilbert Cet. Quan Hollande va arribar a la Presidència de França en guanyar les eleccions contra Nicolas Sarkozy, es va incorporar al seu govern sent nomenat Secretari General adjunt de la presidència el 15 de maig. La seva estreta col·laboració amb el president socialista va suposar un gir a la política econòmica del president Hollande, qüestionada per l'ala esquerra del socialisme francès.
La presidència de Hollande va experimentar diverses dificultats polítiques amb l'augment de l'atur, les protestes pel dret laboral, i la imatge del President es deteriorava ràpidament, i en les eleccions municipals de 2014 els socialistes van perdre l'administració en unes 155 ciutats situant-se al segon lloc per darrere de la Unió per a un Moviment Popular (UMP), caient el govern del primer ministre Jean-Marc Ayrault. L'agost de 2014 va ser nomenat ministre d'Economia, Recuperació productiva i Afers Digitals en el segon govern de Manuel Valls, en el qual va promoure reformes a favor de les empreses, i va apostar paral·lelament per la creació d'un nou moviment polític.

### Moviment En marche!
L'abril de 2016 va dimitir com a inspector de finances a l'Inspection générale des finances i llença el moviment polític En Marche!, les inicials del qual coincideixen amb el seu nom. Davant les crítiques sobre la creació del moviment des de les files socialistes, François Hollande va acollir amb «naturalitat» la seva creació, assenyalant que es tractava «d'un polític que vol fer política».
El 30 d'agost de 2016 va dimitir del càrrec de ministre d'Economia per tal de dedicar-se al projecte sense descartar convertir-se en candidat a les eleccions presidencials franceses de 2017 si François Hollande hi desistia. Va deixar el càrrec essent el ministre millor valorat del Govern i el polític d'esquerres preferit dels francesos. Allunyant-se dels postulats socialistes, Macron va declarar l'agost: "L'honestedat m'obliga a dir-vos que ja no sóc socialista". L'any 2015 ja havia explicat que ja no era militant del Partit Socialista.
El novembre de 2016 va confirmar la seva candidatura a les eleccions presidencials de França de 2017. Hollande va anunciar l'1 de desembre de 2016 que no optaria a la reelecció a les eleccions presidencials franceses de 2017 a causa del deteriorament de la seva valoració a l'opinió pública.

## Presidència de la República

### Primer terme

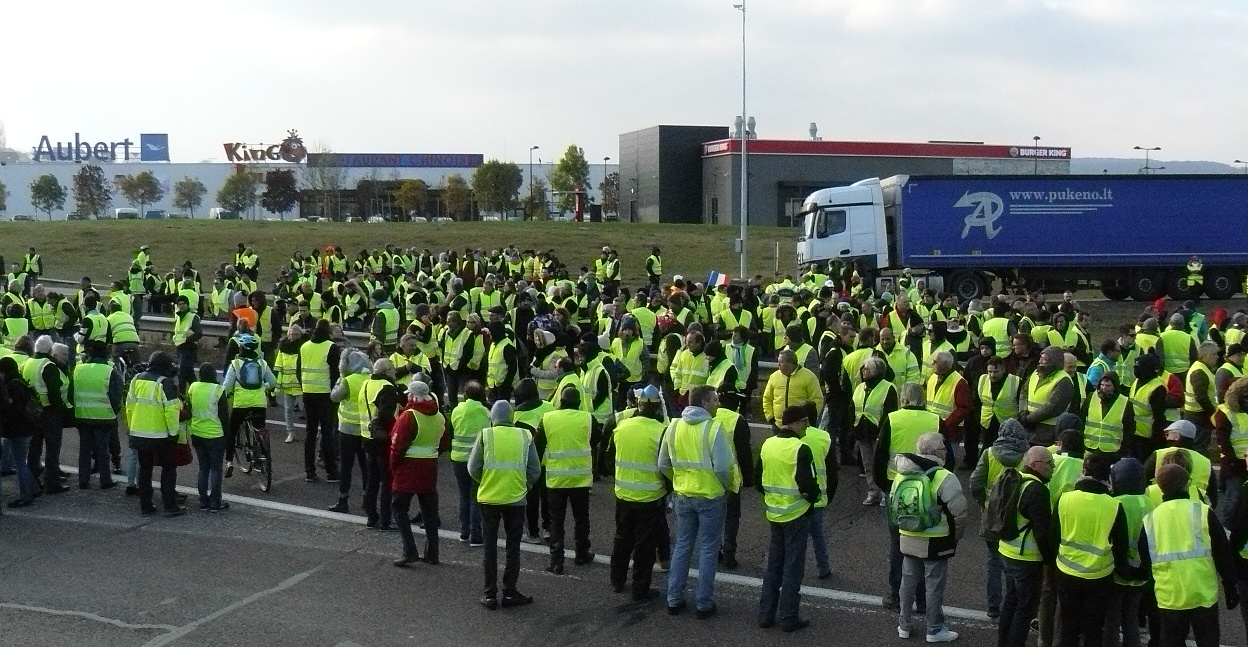
manifestacions de les Armilles Grogues

Emmanuel Macron fou elegit President de la República Francesa el 7 de maig de 2017 després d'enfrontar-se a la segona volta de les eleccions presidencials franceses de 2017 contra Marine Le Pen, de Reagrupament Nacional.
Macron nomenà Édouard Philippe com a Primer Ministre, però el seu primer govern es va haver de reformar el juny de 2017 després d'un escàndol quan es va saber que La République en marche!, aliats del Moviment Demòcrata (Mòdem) va utilitzar fons de l'UE per pagar treballadors de partit i van dimitir la ministra de defensa Sylvie Goulard, el ministre de Justicia François Bayrou, la ministra d'Afers europeus, Marielle de Sarnez i Richard Ferrand, Ministre de Cohesió Territorial. El 31 de juliol de 2018, el segon govern Philippe va sobreviure a dos mocions de confiança després de l'Cas Benalla: la primera (presentada per Els Republicans) va obtenir 103 sis, mentre la segona (presentada pels grups Socialistes et apparentés, Gauche démocrate et républicaine i La França Insubmisa) va obtenir 63 vots, en ambdós casos perquè no van assolir el quòrum de 289 vots requerits a l'Assemblea Nacional. Després de les manifestacions de les Armilles Grogues es va iniciar una moció de confiança pel Partit Socialista, el Partit Comunista Francès i La França Insubmisa el 13 de desembre de 2018 però el govern va sobreviure fàcilment, ja que només van tenir 70 vots a favor lluny del número requerit de 289. El seu primer mandat va estar marcat per una reforma del Codi del Treball, una llei de reforma de la SNCF, el cas Benalla, l'Afer McKinsey, la revelació de conflictes d'interessos a través dels papers d'Uber, les manifestacions de les Armilles Grogues i el gran debat nacional que va seguir, com així com un primer projecte de reforma impugnada de les pensions, l'establiment d'una convenció ciutadana pel clima, la pandèmia de la COVID-19, després la crisi provocada per la Invasió russa d'Ucraïna quan França acaba d'assumir la presidència rotatòria del Consell de la Unió Europea.
Després de diverses setmanes d'intenses consultes per definir el final del quinquenni de Macron, Philippe va dimitir i el 3 de juliol de 2020 nomenà Jean Castex com a Primer Ministre, i després de la derrota de la majoria presidencial a les eleccions regionals i departamentals del 2021 va decidir mantenir-lo al càrrec.

### Segon terme
Emmanuel Macron fou reelegit President de la República Francesa el 24 d'abril de 2022 després d'enfrontar-se a la segona volta de les eleccions presidencials franceses de 2022 contra Marine Le Pen i obtenint el 58,55 dels vots. El 25 d'abril de 2022, després de la reelecció de Macron com a president, Castex i el seu govern van dimitir amb efecte el 16 de maig i el 16 de maig de 2022 Élisabeth Borne va ser nomenada primera ministra de França. Borne va liderar la coalició centrista Ensemble a les eleccions legislatives franceses de 2022 el juny, en les que la coalició governant es va reduir a 251 escons de 346 tot i ser el bloc més gran del Parlament, però 38 d'obtenir la majoria absoluta. Incapaç de negociar cap acord amb els partits de l'oposició per formar una administració majoritària estable, Borne va formar oficialment un govern en minoria el juliol de 2022, que va salvar diverses mocions de confiança de l'oposició després d'aprovar de forma unilateral els pressupostos de 2024 i la reforma de les pensions i la relativa a la immigració, i finalment presentà la dimissió en 8 de gener de 2024, sent substituïda com a primer ministre per Gabriel Attal.
L'ascens de Reagrupament Nacional a les eleccions al Parlament Europeu de 2024 va provocar que el President Macron dissolgués l'Assemblea Nacional convocant eleccions legislatives anticipades. Els 577 escons de l'assemblea van quedar repartits en tres blocs de mida similar, França va quedar sense cap camí clar per formar un nou govern mentre la seva capital es preparava per acollir els Jocs Olímpics i el primer ministre Gabriel Attal va anunciar la seva renúncia el dilluns 8 de juliol, que fou rebutjada pel president Macron, i va romandre en el càrrec fins que el 5 de setembre de 2024, el president nomenà Michel Barnier com a primer ministre, que formà un govern de coalició de Junts i Els Republicans.
El 4 de desembre el govern de Barnier va caure per una moció de censura que va obtenir 331 vots a favor, molt per sobre dels 288 que necessitava per provocar la dimissió del govern, que Reagrupament Nacional (RN) i Nou Front Popular (NFP) van presentar en no poder aprovar la proposta de pressupostos de 2025. i el 13 de desembre de 2024 el president Macron va nomenar François Bayrou com a quart primer ministre de França de 2024 per treure el país de la crisi política i pressupostària, i renovà la coalició de Junts i Els Republicans.
Després de les protestes de Nova Caledònia de 2024, el juliol del 2025 el president Macron i el primer ministre Bayrou van acordar un principi d'acord per la creació d'un estat de Nova Caledònia reconegut dins la constitució francesa, un estat que podria ser reconegut internacionalment. Manuel Valls va ser el representant del govern francès en les negociacions amb els representants de Nova Caledònia, un acord que requereix l'aprovació de les dues cambres del parlament francès i ser sotmès a referèndum als neocaledonians el 2026.

## Vida personal
Es va casar el 20 d'octubre de 2007 amb Brigitte Trogneux (Amiens, 13 de abril de 1953), la seva antiga professora de francès a l'escola dels jesuïtes i que pertany a una família d'empresaris xocolaters d'Amiens.

## Publicacions
- Emmanuel Macron,, Paris, XO, 2016, 270 p. (ISBN 978-2-84563-966-9).
- Revolution: Wir kämpfen für Frankreich, éd. Morstadt, 2017. Traduction en allemand.
- Rivoluzione, éd. La Nave di Teseo, 2017. Traduction en italien.
- Revolutie!, éd. Xander Uitgevers, 2017. Traduction en néerlandais.
- Revolution, éd. Scribe Publications, 2017. Traduction en anglais.
- Macron par Macron, éditions de l'Aube, 2017.
- Alain Chardonnens, Emmanuel Macron : Discours de la campagne présidentielle, Paris, L'Harmattan, 2017.